# Gustavo Biscayzacú
Gustavo Javier Biscayzacú Perea dit Grillito (« Petit Criquet ») (né le 5 octobre 1978 à Montevideo en Uruguay), est un joueur de football uruguayen.

## Biographie
Biscayzacú fait ses débuts professionnels le 14 septembre 1997 avec le club uruguayen du Defensor Sporting Club lors d'une victoire 3-2 contre le Club Atlético Peñarol.
Durant sa carrière, il est passé par l'Australie, l'Espagne et le Chili.
Lors de la saison 2003 avec le club chilien de l'Unión Española, Biscayzacú est nommé par l'IFFHS le quatrième meilleur buteur de l'année du monde entier, avec pas moins de 31 buts en 35 matchs.
Il a passé sa carrière dans une dizaine de clubs, dont plus récemment le Club Nacional de Football en Uruguay, où il détient le record d'être le second joueur du club à avoir inscrit un triplé lors d'un match contre le grand rival du club, le Peñarol.
Le 6 janvier 2010, il signe du côté du club de l'Associação Portuguesa de Desportos au Brésil.

## Parcours d'entraîneur
- fév. 2019-déc. 2019 :  Villa Teresa
- jan. 2020-sep. 2020 :  Racing Club de Montevideo